# Donkey Kong (figur)
 For alternative betydninger, se Donkey Kong. (Se også artikler, som begynder med Donkey Kong)
Donkey Kong er en fiktiv superhelt/antihelt-figur, som er ven og ærkefjende til Mario. Han optrådte første gang i Donkey Kong i 1981.
| Biografi | Spire Denne biografi er en spire som bør udbygges. Du er velkommen til at hjælpe Wikipedia ved at udvide den. |